# Antares (raketa)
Antares  (oznaka projekta  Taurus II) je nosilna raketa za enkratno uporabo, ki jo je razvil ameriški Orbital Sciences Corporation s pomočja ATK-ja in ukrajinskega biroja Pivdene ter Pivdenmaš. Raketa lahko vtiri 6120 kilogramov v nizkozemeljsko orbito. Antares se uporablja za izstreljevanje oskrbovalnega plovila Cignus na Mednarodno vesoljsko postajo.
Prva izstrelitev je bil 21. aprila 2013. Skupaj je bilo do leta 2014 izstreljeno 5 raket, ena od teh neuspešno.
Prva stopnja uporablja motorje na tekoče gorivo (kerozin/tekoči kisik), druga stopnja pa trdogorivne (TP-H8299/aluminij). Masa rakete ob izstrelitvi je okrog 240 ton. Višina rakete je 40,5 - 41,9 metrov.